# Balneário Barra do Sul
Pour les articles homonymes, voir Balneário.
Balneário Barra do Sul est une ville brésilienne du littoral nord de l'État de Santa Catarina.

## Origine du nom
La ville tire son nom de sa situation géographique en bord de mer, au sud de l'île de São Francisco, au niveau d'un banc de sable.

## Géographie
Balneário Barra do Sul se situe par une latitude de 26° 27′ 20″ sud et par une longitude de 48° 36′ 43″ ouest, à une altitude de 8 mètres.
Sa population était de 8 423 habitants au recensement de 2010. La municipalité s'étend sur 110 km2.
La ville se trouve à environ 180 km au nord de la capitale de l'État, Florianópolis. Elle fait partie de la microrégion de Joinville, dans la mésorégion Nord de Santa Catarina.
Située sur le littoral, la municipalité est reconnue pour sa végétation native préservée composée de forêt atlantique et de restinga, au milieu de dunes de sable et de lacs.
Son climat est subtropical, avec une température moyenne annuelle de 23 °C.
L'IDH de la ville était de 0,807 en 2000 (PNUD).

## Histoire
Située dans une région peuplée uniquement d'indiens jusqu'au XIXe siècle à l'arrivée des premiers colons, Balneário Barra do Sul ne se développe réellement qu'à partir de la deuxième moitié du XXe siècle, avec l'implantation de colonies de pêcheurs.
Les colons, d'origine allemande, espagnole, italienne, japonaise ou libanaise, viennent principalement de Curitiba dans les années 1940. La localité de Barra do Sul devient un district d'Araquari en 1982. Elle accède à l'autonomie municipale sous le nom de Balneário Barra do Sul le 9 janvier 1992.

## Économie
La mer est la principale source de revenu de la municipalité, à travers le tourisme et la pêche. La proximité de Joinville, plus grande ville de l'État, a également permis l'installation de quelques industries,.

## Tourisme
La ville compte 12 km de plage de sable et une végétation native préservée. Ses plages sont également recherchées pour la pratique du surf, notamment la Praia do Bispo et Point da Dô.
Très fréquentée par les touristes, la population de Balneário Barra do Sul passe de 6 000 habitants en basse saison à plus de 110 000 pendant l'été.
Tous les ans, la ville accueille les événements suivants:
- le 2 février, la « fête de Notre-Dame des Marins » (dia de Nossa Senhora dos Navegantes en portugais)[3];
- en été, la « SURFEST », concours de surf[11];
- au mois de juin, la « fête du rouget » (Festa da Tainha)[11].

## Villes voisines
Balneário Barra do Sul est voisine des municipalités (municípios) suivantes :
- Araquari
- São Francisco do Sul